# Арднамерхан

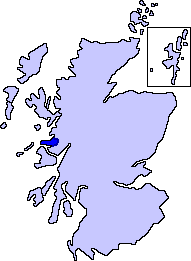
Примерные границы исторической области Арднамурхан

Арднаме́рхан (англ. Ardnamurchan, гэльск. Àird nam Murchan «вершина великих морей») — полуостров на северо-западе Шотландии, на побережье Гебридского моря. Южные берега омывает фьорд Лох-Сунарт, отделяющий Арднамерхан от Морверна. Иногда регион рассматривают как часть Аргайла. В настоящее время территория Арднамерхана входит в состав области Хайленд.
Городов в Арднамерхане нет, историческим центром является замок Мингарри, резиденция клана Мак-Ианов, бывших владетелей этой местности. Рельеф представляет собой горную гряду Средне-Шотландского нагорья, окруженную сильно-изрезанной береговой линией с почти не тронутой природой. Общее число жителей не превышает 2000 человек. Арднамерхан — самая западная область острова Великобритания.
Территория Арднамерхана первоначально входила в состав гэльского государства Дал Риада. Позднее здесь оседают норвежские викинги, смешивающиеся с местным кельтским населением. В XII веке Арднамурхан вошел в состав Королевства Островов, созданного Сомерледом, а после его смерти перешел во владение Мак-Дональдов, лордов Островов. Поскольку центр власти лордов Островов находился на южных Внутренних Гебридах, Арднамерхан фактически стал полунезависимой территорией, управляемой кланом Мак-Ианов, одной из ветвей рода Мак-Дональдов. В период борьбы между королями Шотландии и Норвегии за власть над западным побережьем Шотландии, владетели Арднамерхана главным образом поддерживали норвежцев.
Фактически до XVI века центральной власти в регионе не существовало. Мак-Ианы были активными участниками беспорядков в горной Шотландии и набегов на равнинные земли (см. Битва при Харлоу). Лишь после подавления гэльского восстания 1501—1506 гг. клан Мак-Ианов подчинился королю Шотландии. В начале XVII века Мак-Ианы были изгнаны из Арднамерхана графами Аргайла.